# Burda (abbigliamento)
Il termine arabo burda (lett. "mantello") sta a indicare la stoffa indossata fin dall'età preislamica dagli Arabi sopra i vestiti per coprirsi dal rigore del freddo notturno ma anche dalla calura, riuscendo esso a fungere da isolante rispetto alle temperature esterne diurne, riuscendo a mantenere la temperatura corporea a un livello di poco superiore ai 36,5-37 °C.

## Il mantello del Profeta

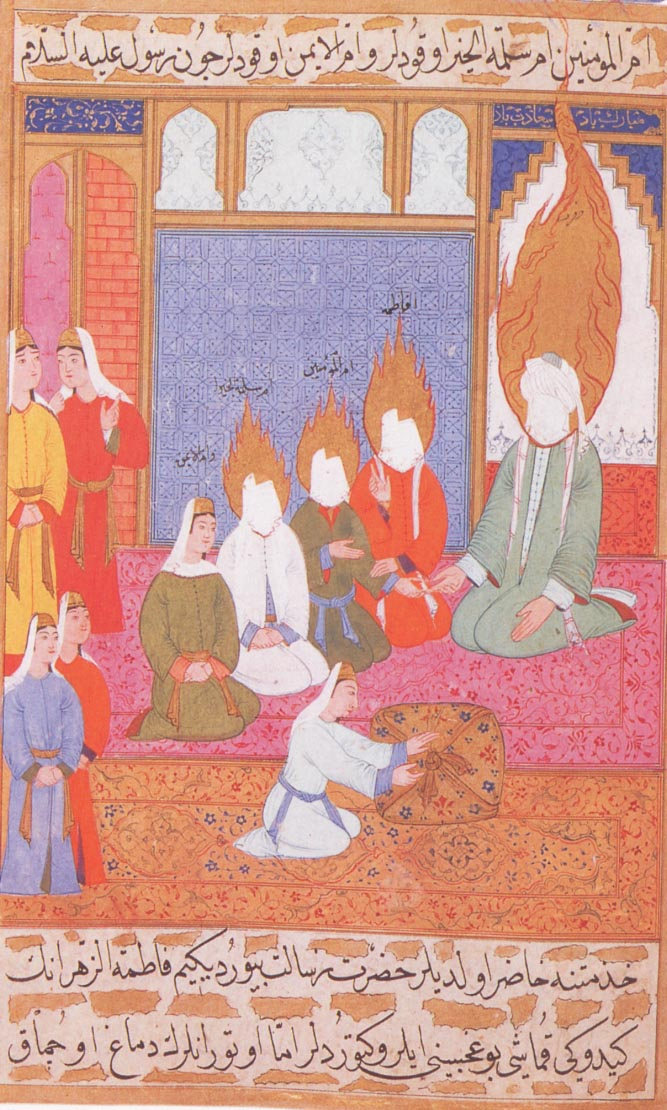
Fāṭima (in primo piano) che riceve il pacco del mantello verde portato dall'Angelo Gabriele dal Paradiso.

Fatima fu l'unica figlia di Maometto ad assicurargli una discendenza, grazie alla nascita di al-Ḥasan ibn ʿAlī e al-Ḥusayn ibn ʿAlī avuti dal matrimonio col cugino del Profeta, ʿAlī b. Abī Ṭālib.
La burda in assoluto più famosa è quella del profeta Maometto che in essa già si avvolse la sera stessa in cui ricevette dall'arcangelo Gabriele la prima Rivelazione (i primi 5 versetti della sūra 96 "del grumo di sangue").
Tornato sconvolto a casa egli infatti in essa si fece avvolgere, gridando «Zammilūnī! Zammilūnī!» (Copritemi! Copritemi!), quasi a voler cacciare dalla sua mente il ricordo visivo di quell'apparizione che seguitava a sconvolgerlo.
A lui si rivolgerà Dio nel terzo e nel quarto passaggio rivelativo portatogli dal medesimo essere soprannaturale, indicandolo come "l'avvolto nel manto" (sura LXXIII): «O tu che t'avvolgi nel manto» ovvero O Avvolto nel Mantello (sura LXXIV), esortandolo ad accettare il suo ingrato ruolo di apostolo e messaggero.
Il mantello del Profeta è ricordato come simbolo di sovrano potere nell'episodio in cui Maometto perdona il poeta pagano Kaʿb b. Zuhayr che lo aveva dileggiato e che, saputo della collera di Maometto, si presenta a lui pentito, enunciando il suo proposito di conversione all'Islam. Il gesto con cui Maometto mise indosso al poeta la sua burda volendo così significare il perdono ottenuto e, nello stesso tempo, l'apprezzamento da parte del Profeta della qaṣīda a lui dedicata. 
La burda, conservata con venerazione dopo la morte di Maometto, fu richiesta al figlio del poeta che la cedette al primo califfo omayyade Mu'awiya ibn Abi Sufyan. Da allora restò presso i califfi che la conservarono non solo come reliquia santa ma come massimo simbolo del potere sovrano dei "vicari" dell'Inviato di Dio (rasūl Allāh), più ancora della sua lancia e del suo vessillo di guerra.
Come tale fu portato con sé al Cairo da al-Mustanṣir, figlio del terzultimo Califfo abbaside al-Ẓāhir Muḥammad (1225-1226), che era sfuggito ai massacri mongoli al momento della caduta della capitale Baghdad nel 1258. Fu quindi conservato dai Mamelucchi, che offrirono al suo successore la loro interessata ospitalità, sfruttando il forte portato carismatico espresso dal possesso della burda, che in qualche modo legalizzava il loro potere.
Fu dal Cairo che essa fu infine prelevata nel 1517 dal Sultano ottomano Selim I Yavuz, vincitore dei Mamelucchi, per essere portata a Istanbul dove tuttora si trova, conservata nel Topkapı Müzesi. 
Oltre alla poesia di Ka'b ibn Zuhayr vi è un altro componimento, celeberrimo in tutto il mondo islamico, la Burda, qaṣīda di al-Būsīrī il cui titolo è al-Kawākib al-durriyya fī madh khayr al-barriyya, ossia "Le stelle di perle nell'elogio di Chi è ottimo in terra", vale a dire il profeta Maometto. La tradizione vuole al-Busiri l'avrebbe composta in seguito a una miracolosa guarigione del poeta avvenuta sempre grazie all'imposizione da parte del Profeta della sua burda sul corpo semi-paralizzato di al-Būsīrī. La recitazione di questa composizione ha per questo diffusamente acquistato nel sentimento popolare islamico un preciso valore taumaturgico.
Tra i vari studiosi del carme si ricorda Giuseppe Gabrieli, padre del più famoso Francesco, che lo tradusse nel 1901.